# Grouches-Luchuel
Grouches-Luchuel település Franciaországban, Somme megyében. Lakosainak száma 571 fő (2022. január 1.). Grouches-Luchuel Amplier, Halloy, Bouquemaison, Doullens és Lucheux községekkel határos.

## Népesség
A település népességének változása:
| Lakosok száma | 608  | 604  | 609  | 586  | 577  | 576  | 572  | 569  | 571  |
|               | 2013 | 2015 | 2016 | 2017 | 2018 | 2019 | 2020 | 2021 | 2022 |